# Појава Христоса пред народом
Појава Христоса пред народом (рус. Явление Христа народу Иавлениие Кхриста народу) или Јављање Месије је слика руског сликара Александра Андрејевича Иванова.
Слика је названа његовим магнум опусом. Било потребно двадесет година (1837–1857). Наратив слике заснован је на првој глави Јеванђеља по Јовану.

## Уметник
Александар Иванов је рођен 28. јула 1806. године у уметничкој породициу. Имао је само једанаест година када је као студент уписао Царску академију уметности, где је студирао под вођством свог оца Андреја Ивановича Иванова, професора сликарства. Иванов је награђен са две сребрне медаље, а 1824. добио је златну медаљу.

## Слика
Слика алудира на неколико прича у Библији. У центру слике Јован Крститељ, у животињској кожи, стоји на обали реке Јордан. Он показује према лику Христоса у даљини, приближавајући се сцени. Лево стоји млади апостол Јован, иза њега свети Петар, а даље апостол Андреј и Натанаило. У првом плану су људи који посматрају сцену, али су неодлучни шта да раде, и млади и стари.
У центру је имућни човек коме је било испод части да би следио Христоса и роба, за кога је Иванов приметио да је хтео да прикаже људе који су, после живота у очају и страдању, доживели „први пут радост”.
Десно је лик, који је најближи Исусу, који је приказан као сликарев добар пријатељ, писац Гогољ. Испред луталице са штапом који седи недалеко од Јована, је фигура која седи са црвеним кукуљицом за главу. Фигура је аутопортрет; уметник је приказао сопствене црте лице на платну.

## Галерија
- Скице
- Студија главе Јована Крститеља
- Глава Христоса
- Глава човека
- Прве скице